# Federația Boliviană de Fotbal
Federația Boliviană de Fotbal (spaniolă Federación Boliviana de Fútbol, FBF) este forul conducător oficial al fotbalului în Bolivia. Este afiliată la FIFA și CONMEBOL  din 1926. Forul organizează Liga de Fútbol Profesional Boliviano și naționala Boliviei